# Lo Falgós
Lo Falgós (en francès Le Falgoux) és un municipi francès situat al departament de Cantal i a la regió d'Alvèrnia-Roine-Alps. L'any 2007 tenia 155 habitants.

## Demografia

### Població
El 2007 la població de fet de Le Falgoux era de 155 persones. Hi havia 87 famílies de les quals 42 eren unipersonals (17 homes vivint sols i 25 dones vivint soles), 29 parelles sense fills, 8 parelles amb fills i 8 famílies monoparentals amb fills.
La població ha evolucionat segons el següent gràfic:
Habitants censats

### Habitatges
El 2007 hi havia 223 habitatges, 87 eren l'habitatge principal de la família, 124 eren segones residències i 13 estaven desocupats. 206 eren cases i 15 eren apartaments. Dels 87 habitatges principals, 70 estaven ocupats pels seus propietaris, 16 estaven llogats i ocupats pels llogaters i 1 estava cedit a títol gratuït; 3 tenien una cambra, 7 en tenien dues, 14 en tenien tres, 23 en tenien quatre i 39 en tenien cinc o més. 42 habitatges disposaven pel capbaix d'una plaça de pàrquing. A 30 habitatges hi havia un automòbil i a 25 n'hi havia dos o més.

### Piràmide de població
La piràmide de població per edats i sexe el 2009 era:
| Homes | Edats   | Dones |
| ----- | ------- | ----- |
| 4     | 95 o +  | 0     |
| 0     | 90 a 94 | 4     |
| 4     | 85 a 89 | 4     |
| 12    | 80 a 84 | 0     |
| 0     | 75 a 79 | 12    |
| 12    | 70 a 74 | 4     |
| 8     | 65 a 69 | 12    |
| 12    | 60 a 64 | 8     |
| 4     | 55 a 59 | 8     |
| 0     | 50 a 54 | 0     |
| 0     | 45 a 49 | 4     |
| 12    | 40 a 44 | 8     |
| 8     | 35 a 39 | 0     |
| 12    | 30 a 34 | 4     |
| 0     | 25 a 29 | 8     |
| 4     | 20 a 24 | 0     |
| 4     | 15 a 19 | 0     |
| 0     | 10 a 14 | 4     |
| 12    | 5 a 9   | 12    |
| 0     | 0 a 4   | 4     |

## Economia
El 2007 la població en edat de treballar era de 75 persones, 52 eren actives i 23 eren inactives. De les 52 persones actives 45 estaven ocupades (27 homes i 18 dones) i 7 estaven aturades (3 homes i 4 dones). De les 23 persones inactives 10 estaven jubilades, 3 estaven estudiant i 10 estaven classificades com a «altres inactius».

### Ingressos
El 2009 a Le Falgoux hi havia 85 unitats fiscals que integraven 150 persones, la mediana anual d'ingressos fiscals per persona era de 12.652 €.

### Activitats econòmiques
Dels 12 establiments que hi havia el 2007, 2 eren d'empreses de construcció, 2 d'empreses de comerç i reparació d'automòbils, 7 d'empreses d'hostatgeria i restauració i 1 d'una empresa immobiliària.
Dels 3 establiments de servei als particulars que hi havia el 2009, 1 era un paleta, 1 fusteria i 1 restaurant.
Dels 2 establiments comercials que hi havia el 2009, 1 era una botiga de menys de 120 m² i 1 una carnisseria.
L'any 2000 a Le Falgoux hi havia 12 explotacions agrícoles que ocupaven un total de 652 hectàrees.

## Poblacions més properes
El següent diagrama mostra les poblacions més properes.